# 奧蘭賈巴德縣

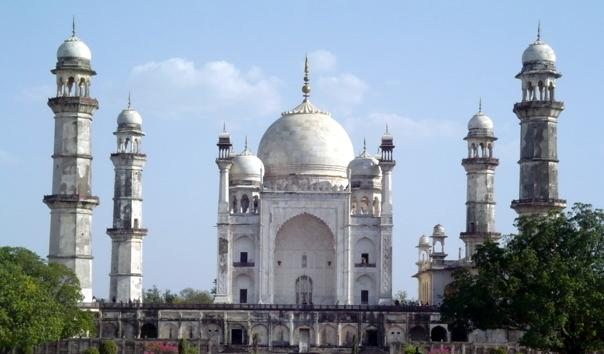

奧蘭賈巴德縣是印度的一個縣，位於該國西部，由馬哈拉施特拉邦負責管轄，面積10,100平方公里，2001年人口2,897,013，人口密度每平方公里287人。

## 外部連結
- https://web.archive.org/web/20130710132730/http://santeknath.org/kase%20yal.html
- Aurangabad District website （页面存档备份，存于）

19°53′19.63″N 75°20′36.37″E / 19.8887861°N 75.3434361°E